# Il Budda delle periferie
Il Budda delle periferie (1990) è un romanzo scritto da Hanif Kureishi che ha vinto il Premio Whitbread Book come miglior opera prima; è stato tradotto in 20 lingue e tre anni più tardi anche trasformato in una serie televisiva drammatica in quattro parti prodotta e trasmessa dalla BBC nel 1993, intitolata The Buddha of Suburbia, con la colonna sonora omonima ad opera di David Bowie.
Il libro parla dell'iniziazione alla sessualità, dell'adolescenza e prima gioventù inglese (tra i neri e gli asiatici), della cultura pop, delle condizioni dell'Inghilterra in generale e di Londra in particolare tra l’inizio degli anni 1960 e la fine del decennio seguente. In italiano è edito una prima volta da Arnoldo Mondadori Editore e successivamente da Bompiani.

## Trama
Karim, un ragazzino di origini anglo-indiane, è disperatamente desideroso di scappare dalla periferia Sud londinese dove si ritrova rinchiuso per poter intraprendere nuove esperienze al centro della capitale. Si sente inglese dalla testa ai piedi, anche se non ne è particolarmente orgoglioso, ma molte persone lo vedono come una strana miscela di due culture, dato che sua madre è inglese e suo padre indiano. Insieme a loro e a suo fratello minore Allie vive in un grigio sobborgo da cui vuole fuggire a tutti i costi.
La vita della famiglia prende una svolta insperata quando il padre, che non aveva mai mostrato interesse per il buddhismo o le usanze del suo paese ed era stato fino a quel momento niente più che un noioso burocrate, sembra improvvisamente riscoprire il suo aspetto spirituale rimasto fino ad allora completamente celato e decide di organizzare degli incontri nella sua casa per istruire al riguardo altre persone. Questi incontri si rivelano un vero successo, e vengono frequentati da persone provenienti da tutto il vicinato e da altre zone di Londra; presto l'uomo comincia ad essere visto come un autentico guru.
È in tal maniera scoperto dall'alta società londinese che, affamata di distrazioni esotiche, lo fa diventare del tutto simile al Buddha, anche se lui per primo non crede in questo ruolo, così come suo figlio (che nel frattempo sta vivendo le sue prime esperienze erotiche).
Molto del suo successo è dovuto a Eva, una bella donna che ha buoni contatti sia nel mondo artistico che nella società più snob; anche lei diventa rapidamente un'ammiratrice incondizionata dei suoi insegnamenti, e i due diventano amanti. Eva viene spesso accompagnata alle riunioni da suo figlio Charlie, che studia nella stessa scuola di Karim e dove è molto popolare per la sua attrattività fisica e per la sua bravura nel seguire le ultime tendenze della moda e della musica.
Charlie diventa così il migliore amico di Karim e per un certo periodo suo amante, ma ha anche l'amicizia e l’affetto di Jamila, una ragazza che è cresciuta con lui e con cui spesso intrattiene un rapporto sessuale. Jamila condivide col protagonista il distacco dalle proprie radici, dal momento che si identifica di più con la cultura hippy, il femminismo e Angela Davis che con la tradizionale condizione della donna in Pakistan che il suo rigido padre cerca di infonderle.
Nel mezzo del romanzo Karim riesce finalmente a lasciare il suo quartiere e ad andare a vivere nel centro di Londra, dove scopre la sua vocazione di attore teatrale; quando gli si presenta davanti l’opportunità di una carriera teatrale la coglie avidamente. Vengono descritti anche altri personaggi e le loro lotte per ottenere il tanto ambito riconoscimento.
In questo ambiente Karim fa la conoscenza di Terry, un giovane collega gallese di classe operaia con delle ferventi convinzioni assai vicine al trotskismo (a cui vorrebbe portare anche Karim) ed Eleanor, una ragazza di ceto medio-alto, ma ben determinata a sembrare appartenente al proletariato. Mescolandosi con le persone che circondano Eleanor e Pyke (uno strano regista teatrale) Karim si rende conto che parlano una lingua diversa dalla sua, perché hanno ricevuto una buona istruzione - la quale invece non è stata mai valutata molto positivamente in periferia.
Qualche tempo dopo Karim si trasferisce a New York per dieci mesi. Ritornato a Londra con la certezza sulla propria bisessualità prende parte a una soap opera televisiva. Il libro lascia il lettore sull'orlo delle elezioni generali nel Regno Unito del 1979 (con la sconfitta del governo di Jim Callaghan su una mozione di sfiducia).

## Traduzioni
- Il Budda delle periferie (trad. di Maria Ludovica Petta), Milano, Mondadori 1990 - ISBN 8804333278